# Kiyose (Tokio)
Kiyose (清瀬市 Kiyose-shi?) es una ciudad ubicada en Tokio Occidental, la parte occidental de la Metrópolis de Tokio, Japón. 

## Demografía
El 1 de julio de 2007, el pueblo tenía una población estimada de 73,601 habitantes (mujeres y hombres son respectivamente 37,820 y 35,782), la densidad es de 7222.87 personas por km² y hay 31,712 titulares de casa en el pueblo.

## Geografía
El pueblo de Kiyose estaba situada en el área con forma de cuña entre las ciudades del norte de Niiza y Tokorozawa, de la prefectura de Saitama. La ciudad de Tokorozawa definia las fronteras del oeste junto con el río Yanase y el pueblo de Higashikurume, Tokio, al sur lindaba con el humedal de Nobidome. El pueblo de Kiyose tenía muchas zonas verdes, donde la tierra es el 46%.
Kiyose estaba situado en la altiplanicie a unos 15 kilómetros al borde del noreste de la meseta de Musashino. El área tenía una parte en la cual las distancias son respectivamente de 6 a 7 kilómetros entre el nordeste y la zona más al suroeste y de 2 kilómetros entre el noroeste y la parte suroriental (la superficie total era 10.19 km²), esta es la misma con el banco de la meseta, siendo el lado oeste más elevado que el este. La altura es respectivamente de 65 metrpd en Takeoka en el lado oeste y los 20 metros en Shitajuku en el lado del noreste y la diferencia es de 45 metros en una distancia de 6 a 7 kilómetros. El pueblo tenía la mayoría del área del suelo diluvial excepto una pequeña área del suelo aluvial por Yanase River que se ubicaba en el límite de la región. Las capas margosas y conglomeradas se alternaban alrededor de la zona urbanizada cerca del río.

## Historia
Los primeros pobladores que vinieron a Kiyose fue hace unos 2 decamilenios, durante el máximo del último periodo glacial. La población tuvo un incremento hace unos cuatro milenios pero la gente apenas se instalaron en esta zona, solamente a partir del siglo X se notó un incremento en la población de gentes procedentes de Noshio, Nakazato y Shitajuku cerca del banco del río Yanase porque no podían perforar pozos profundamente.
Después de Ashikaga Takauji comenzó el nuevo gobierno, Kiyose estaba bajo soberanía de Oishi Nobushige de Saku, Shinano (actualmente la prefectura de Nagano). Oishi construyó un castillo denominado  Takinojo pero fue destruido durante las batallas contra Toyotomi Hideyoshi.
En los tiempos modernos desde 1868, las autoridades cambiaron los dominios administrativos en un gran escala y la combinación de las comunidades nominó a Kamikiyoto, Nakakiyoto, Shimokiyoto, Kiyotoshitajuku, Noshio y Nakazato juntas, el 1 de abril de 1889 Kiyose fue establecido como aldea en Kitamagun, prefectura de Kanagawa. En 1893 Kitatamagun fue abjudicado a Tokio junto con dos núcleos poblacionales más el otro Tama, Nishitamagun y Minamitamagun, con la conformidad de la gente en esas áreas. En 1915 un ferrocarril cruzaba por la zona, pero por entonces, no había ninguna estación en la región. En 1954 Kiyose cambió su estatus de aldea al de localidad debido al aumento en la población. El 1 de octubre de 1970 cambió de localidad a un pueblo debido a su mayor aumento en la población. 
Kiyose tiene muchos sanatorios para tuberculosis. Mientras que la enfermedad ha decrecido y son menos que durante los últimos años, la ciudad es la segunda con mayor cantidad de camas de hospital, después de Chiyoda.

## Educación
Kiyose administra escuelas elementales y de secundaria públicas.
La "Dirección de Educación metropolitana del gobierno de Tokio" administra la  Kiyose High School  Archivado el 5 de diciembre de 2008 en Wayback Machine..

## Lugares de interés
- Jardín de Plantas Medicinales de la Escuela de Farmacia Meiji